# قهرمانی وزنه‌برداری جهان ۱۹۰۵
قهرمانی وزنه‌برداری جهان ۱۹۰۵ ششمین، هفتمین و هشتمین دوره از رقابت‌های قهرمانی جهان می‌باشد که در برلین و دویسبورگ، آلمان و پاریس، فرانسه برگزار گردید.

## تورنمنت ۱
رقابت نخست (ششمین دورهٔ قهرمانی وزنه‌برداری جهان) از ۸ تا ۱۰ آوریل ۱۹۰۵ در برلین، آلمان برگزار گردید. ۴۱ ورزشکار مرد از ۴ کشور در این دوره رقابت کردند.
| رویداد             | طلا                      | نقره                       | برنز                  |
| سبک‌وزن ۶۷٫۵ ک‌گ     | Nikolaus Winkler · آلمان | Albert Hansen · آلمان      | Paul Grimm · آلمان    |
| میان‌وزن ۸۰ ک‌گ      | Otto Walther · آلمان     | Josef Lindinger · آلمان    | Edmund Danzer · اتریش |
| فوق‌سنگین‌وزن ۸۰+ ک‌گ | Josef Steinbach · اتریش  | Karl Witzelsberger · اتریش | Franz Pitka · اتریش   |

## تورنمنت ۲
رقابت دوم (هفتمین دورهٔ قهرمانی وزنه‌برداری جهان) از ۱۱ تا ۱۳ ژوئن ۱۹۰۵ در دویسبورگ، آلمان برگزار گردید. ۷ ورزشکار از ۲ کشور در این دوره رقابت کردند.
| رویداد  | طلا                     | نقره                     | برنز                |
| وزن‌آزاد | Josef Steinbach · اتریش | Heinrich Neuhaus · آلمان | Alois Selos · آلمان |

## تورنمنت ۳
رقابت سوم (هشتمین دورهٔ قهرمانی وزنه‌برداری جهان) از ۱۶ تا ۳۰ دسامبر ۱۹۰۵ در پاریس، فرانسه برگزار گردید. تمام ۱۶ ورزشکار این دوره از فرانسه بودند.
| رویداد          | طلا                       | نقره                         | برنز                       |
| سبک‌وزن ۶۷٫۵ ک‌گ  | Pierre Buisson · فرانسه   | Charles Liébault · فرانسه    | Marcel Bouteiller · فرانسه |
| سبک‌وزن ۶۷٫۵ ک‌گ  | Pierre Buisson · فرانسه   | Charles Liébault · فرانسه    | Robert Fredon · فرانسه     |
| میان‌وزن ۸۰ ک‌گ   | André Dufour · فرانسه     | Miche Blayac · فرانسه        | Roger Morbu · فرانسه       |
| سنگین‌وزن ۸۰+ ک‌گ | Émile Schweitzer · فرانسه | Jean-Pierre Péchaud · فرانسه | Gustave Laqueille · فرانسه |

## جدول مدال‌ها
| رتبه           | کشور           | طلا | نقره | برنز | مجموع |
| -------------- | -------------- | --- | ---- | ---- | ----- |
| ۱              | فرانسه         | ۳   | ۳    | ۴    | ۱۰    |
| ۲              | آلمان          | ۲   | ۳    | ۲    | ۷     |
| ۳              | اتریش          | ۲   | ۱    | ۲    | ۵     |
| مجموع (۳ کشور) | مجموع (۳ کشور) | ۷   | ۷    | ۸    | ۲۲    |